# ちから (雑誌)
ちからは、日本相撲連盟が年4回発行する機関誌であったが、令和３年から年に１回の発行となっている。
アマチュア相撲の普及を目的として半世紀以上に渡り発行している。
各大会の記録や活動報告を掲載している他、国際相撲連盟の動きなど、国内外のアマチュア相撲界の現状を取り上げており、アマチュア相撲のすべてが掲載されていると言っても過言ではない。
また、相撲関係者によるエッセイ「私と相撲」も人気である。
定期購読を受け付けており、年間購読料3,000円で申し込めば一般でも購読できる。